# RSB Thüringia Bulls
RSB Team Thüringen est une équipe de basket-ball en fauteuil roulant allemande basée à Elxleben, en Thuringe. Elle évolue en première division nationale et a remporté la deuxième Coupe d'Europe en 2014. En 2016, elle remporte haut la main le championnat d'Allemagne, la Coupe d'Allemagne, et l'EuroCup 2. En 2018, l'équipe pred la Coupe d'Allemagne face à Lahn-Dill sur le fil, avant de se rattraper en finale du championnat, remportée 2 maches à 0 haut la main. Les deux équipes se retrouvent en demi-finale de la Ligue des Champions, où Thüringia l'emporte de nouveau largement (85-47) avant de ravir le trophée, pour la première fois de son histoire.

## Palmarès
International
- Coupe des Clubs Champions, puis Ligue des Champions depuis 2018 (EuroCup 1) :
  - 2015 : 4e place[3]
  - 2017 : 4e place
  - 2018 :  Champion d'Europe[4]
  - 2019 :  Champion d'Europe[5]
  - 2021 :  Vice-champion d'Europe
  - 2022 :  3e place
  - 2023 :  Vice-champion d'Europe
  - 2024 :  Vice-champion d'Europe
  - 2025 : 4e place
- Coupe André Vergauwen (Eurocup 2) :
  - 2013 :  3e place[6]
  - 2014 :  Champion d'Europe[7]
  - 2016 :  Champion d'Europe[8]

National
- Championnat d'Allemagne D1 (RBBL) : 2016, 2018
- Coupe d'Allemagne : 2016

## Joueurs marquants
- Jens-Eike Albrecht, international allemand
- Marcin Balcerowski, international polonais
- Andre Bienek, international allemand
- Helen Freeman, internationale britannique
- Vahid Gholamazad, international iranien
- Aliaksandr Halouski, international allemand
- Joakim Linden, international suédois